# Ponte Jiashao
Il Ponte Jiashao (in cinese semplificato: 嘉绍 跨海 大桥; in cinese tradizionale: 嘉紹 跨海 大橋;in pinyin: Jiā Shào Kuà Hǎi Dàqiáo) è un ponte strallato che attraversa la baia di Hangzhou, situato a Shaoxing, in Cina. Inaugurato nel 2013, con i suoi 10 km di lunghezza e le sue 8 corsie, è il ponte sospeso più lungo al mondo.

## Descrizione

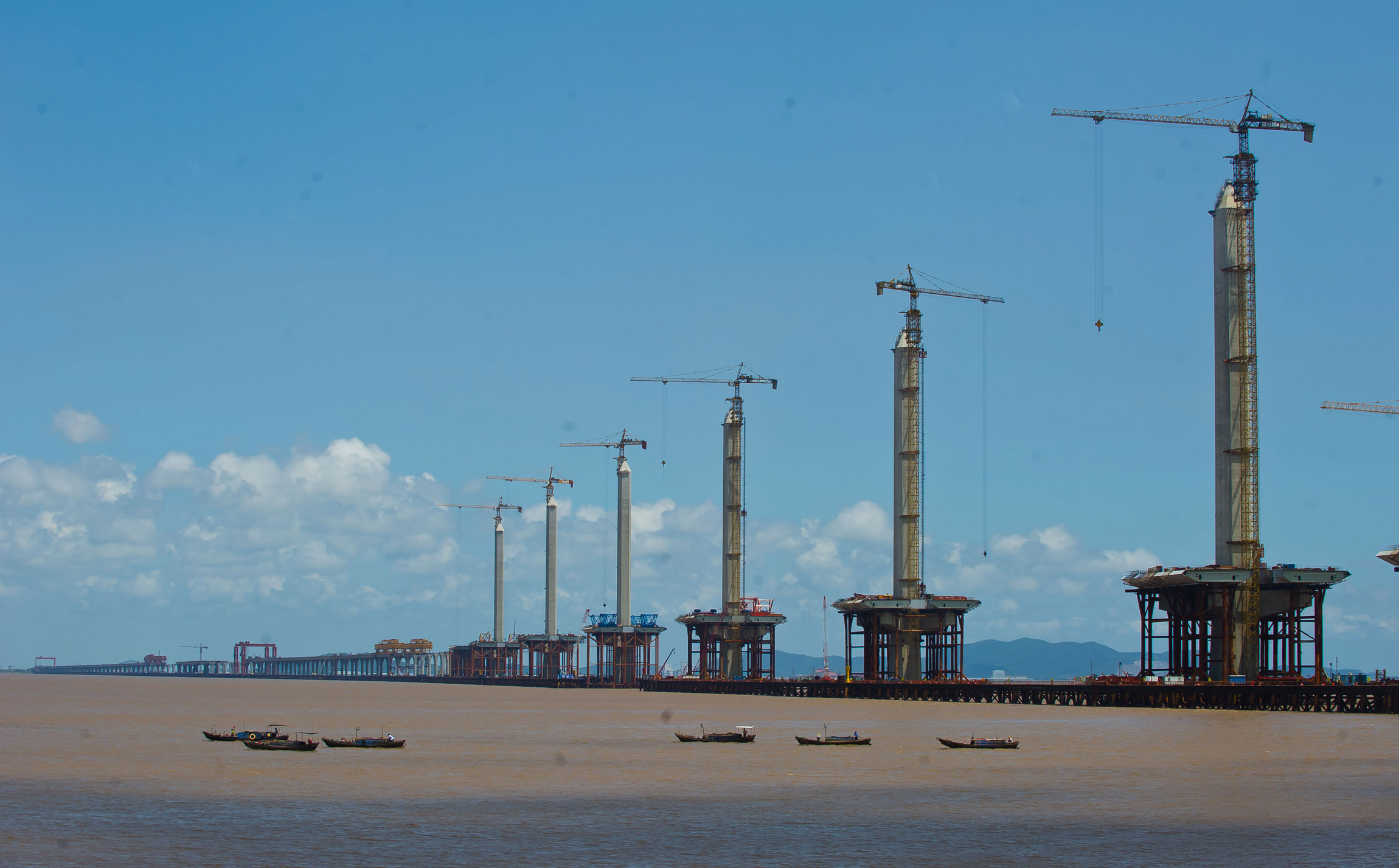
I piloni in costruzione

Il ponte si estende per un totale di 10 138 metri. È per lo più supportato da sei piloni di 227 metri e ospita 8 corsie adibite al traffico veicolare su gomma. Il corpo principale del ponte è lungo 2 680 m.
Il ponte attraversa la baia di Hangzhou, da nord-est di Shaoxing, fino ad arrivare a sud di Jiaxing.
La costruzione è stata completata il 6 luglio 2013. Il ponte è stato aperto al traffico il 20 luglio 2013. L'opera è costata circa 2,23 miliardi di dollari.